# Industriepark Oberbruch

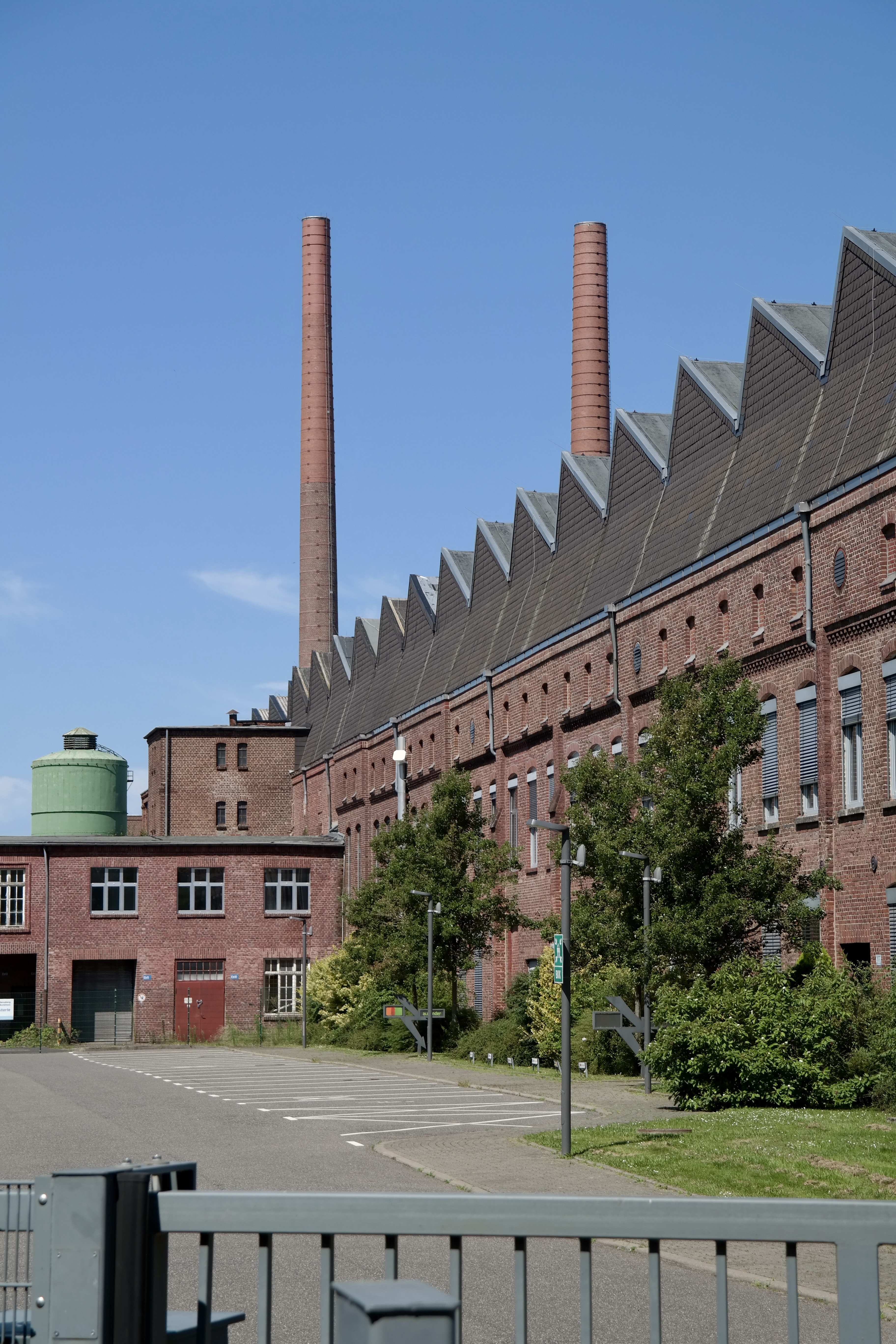
Südlicher Eingang zum Industriepark

Der BizzPark Oberbruch (ehemals IPO / Industriepark Oberbruch) ist ein etwa 110 Hektar großes Industriegebiet in Heinsberg in Nordrhein-Westfalen nahe der niederländischen Grenze.
Es wurde 1891 als Faserstandort gegründet und war Geburtsstätte der Kunstseiden- und Chemiefaserindustrie. Der Industriepark war früher ein Standort von Akzo Nobel und ist heute mit Unternehmen aus unterschiedlichen Branchen wie Hochleistungsfasern, Neue Energien und Weiße Biotechnologie diversifiziert. Der BizzPark Oberbruch ist Kompetenzzentrum für Kohlenstofffasertechnologie. Seit dem Jahr 2000 wird er von dem niederländischen Energieunternehmen Nuon betrieben, der nicht aus der Chemiebranche stammt und seit dem 1. Juli 2009 Teil von Vattenfall ist.

## Entwicklung der deutschen Kunstseiden- und Chemiefaserindustrie

### Rheinische Glühlampenfabrik Dr. Max Fremery & Co.
Der heutige Industriepark Oberbruch wurde 1891 als „Rheinische Glühlampenfabrik Dr. Max Fremery & Co.“ gegründet. Eine ausgediente Papiermühle wählten der Kölner Chemiker Max Fremery und der aus Österreich stammende Ingenieur Johann Urban, um in aller Stille, vor den Augen der Wettbewerber verborgen, nach einem Glühlampenfaden zu forschen, der größere Wirtschaftlichkeit in der Herstellung und Stromverbrauch mit längerer Lebensdauer bot.
Im Jahr 1892 gelang es den beiden erstmals, technisch und in immerhin beachtlichem Umfang, durch Ausfällen Fäden aus in Kupferoxid-Ammoniak (Schweizers Reagens) gelöster Zellulose herzustellen. Diese „Kupferseide“ (Cupro) wurde zunächst als Glühfäden in der Glühlampenproduktion verwendet. Das Verfahren wurde kontinuierlich verbessert, um den zunächst groben und ungleichmäßigen Faden zu verfeinern, ihm höhere Festigkeit und Elastizität zu verleihen, um ein der Naturseide vergleichbares Material zu spinnen. 1897 meldeten Fremery und Urban ihr Verfahren zum Patent an. Das sogenannte „Pauly-Patent“ gilt in der Geschichte der Textilindustrie als Anfang der deutschen Kunstseidenherstellung. Obwohl die Glühlampenproduktion aufgrund der Verdrängung der Kohlefäden durch Wolframfäden 1902 eingestellt wurde, entwickelte sich die Produktion von Kunstseide in großindustriellem Maßstab weiter.
In Oberbruch ist die Hauptstraße in Erinnerung an die ersten Werksdirektoren Boos-Fremery-Straße benannt, eine Straße im Viertel mit ehemaligen Werkswohnungen ist nach dem Mitbegründer Urbanstraße benannt worden.

### Die Vereinigte Glanzstoff-Fabriken AG
1899 wird die Vereinigte Glanzstoff-Fabriken AG mit Sitz in Elberfeld gegründet. Wichtigster Abnehmer der in Oberbruch hergestellten Kupferseide wurde schließlich die bergische Besatzindustrie mit den „Barmer Artikeln“. Im Jahr 1900 konnte bereits ein Saal mit 18 Spinnmaschinen eröffnet werden, zum ersten Mal wurden in diesem Jahr ein gemeinsamer Spinnkessel in einem nahegelegenen Raum aufgestellt und von dort aus der Stoff an die einzelnen Spinnmaschinen und weiter an die vielen Kapillarröhrchen gedrückt werden konnte. Dies war der Grundstein zum noch heute praktizierten kontinuierlichen Spinnverfahren. Der Erfinder war Eduard Boos, der Schwiegersohn von Max Fremery. Neben dem Hauptsitz in Wuppertal war Oberbruch größter Unternehmensstandort mit zeitweise 10.000 Mitarbeitern. Zahlreiche Werkssiedlungen entstanden in Oberbruch, Grebben, Heinsberg, Dremmen und Randerath. Die Werksbahn war / ist am Bahnhof Oberbruch mit der 2013 reaktivierten Bahnstrecke Heinsberg-Lindern(-Aachen) verbunden.
Trotz des wirtschaftlichen Erfolgs der Kupferseide (Verzehnfachung der Jahresproduktion, Versechsfachung des Umsatzes, Verfünffachung der Mitarbeiterzahl bis 1912) gehörte die Zukunft dem in England erfundenen Viskose-Verfahren. 1911 erwarben die Vereinigten Glanzstoff-Fabriken das Viskose-Patent und brachten es in Oberbruch zur Produktionsreife. Die ursprüngliche Kupferseide wurde 1916 ganz aus dem Programm genommen. Während des Ersten Weltkrieges war Oberbruch das einzige Glanzstoff-Werk, das trotz sinkender Nachfrage und wegen des Mangels an Arbeitskräften nur eingeschränkt weiterarbeitete. Rohstoffmangel zwang die Kunstseidenindustrie, völlig neue Wege zu gehen. Stapelfaser als Ersatz für Baumwolle hieß das neue Produkt, auf Stapellänge geschnittene Abfälle künstlicher, endlos spinnbarer Fäden. 1916 wurde in Oberbruch die erste Stapelfaserspinnmaschine in Betrieb genommen, eine Entwicklung des Chemikers Emil Bronnert und des Ingenieurs Eduard Boos.
Die positive Entwicklung hielt nicht lange an. Die Weltwirtschaftskrise zu Beginn der 1930er Jahre traf das Glanzstoff-Werk in Oberbruch mit aller Härte. Die sinkende Nachfrage zwang zu umfangreichen Entlassungen. Auf dem Höhepunkt der Krise, im Jahre 1932, arbeiteten 2.200 Menschen im Werk, im Vergleich zu 6.300 im Jahre 1925. Rationalisierung war das Gebot der Stunde. Einzige Neuerung war im Jahr 1932 die Einführung von perforierten Aluminiumwalzen, um noch größere Gespinste herstellen zu können. Für lange Jahre war dies die letzte Produktionserweiterung. Die strategische Wirtschaftsplanung der nationalsozialistischen Regierung untersagte Investitionen und Betriebserweiterungen in grenznahen Regionen. Das Werk Oberbruch übernahm von nun an die Rolle des Versuchs- und Entwicklungswerkes für die gesamte Glanzstoff-Gruppe, womit die Keimzelle der Forschung der Nachkriegsjahre gelegt wurde. 1935 wurden die ersten Versuche zur Herstellung von RT-Seide (für Reifen und Triebriemen) unternommen. 1937 wurde eine Versuchsanlage zum kontinuierlichen Spinnen, Waschen und Trocknen von Viskoseseide in Betrieb genommen und ein Verfahren zur Rückgewinnung von Schwefelkohlenstoff in der Zellwollanlage entwickelt.
Seine schwersten Jahre erlebte das Glanzstoff-Werk Oberbruch während des Zweiten Weltkriegs. Bis zum September 1944 arbeitete die Fabrik ohne größere Störungen durch, doch am 19. September, an dem das Werk 45 Jahre alt wurde, mussten alle Maschinen gestoppt werden, Oberbruch war in den Bereich der Front geraten. Nach dem Ende des Krieges erteilten die Alliierten im Februar 1947 die Erlaubnis zur Wiederaufnahme der Produktion, Ende 1948 arbeiteten wieder 3.400 Menschen bei Glanzstoff. Im Dezember 1951 wurde die erste KVS-Maschine für kontinuierliches Viskose-Spinnverfahren aufgestellt, die das Glaswalzen-Spinnverfahren ersetzen sollte. 1953 wurde die letzte Glaswalzenspinnmaschine abgestellt.

### Perlon – Chemie pur in Fadenform
Neben textilem und technischem Rayon („Cordenka“), das wegen seines Rohstoffs als Naturfaser galt, betrat Oberbruch 1950 das Feld der vollsynthetischen Fasern – und leitete mit Perlon die Geschichte der Chemiefasern in Westdeutschland ein.
Die schnell wachsende Synthesesparte veränderte die Struktur des Werkes und gab ihm ein neues Gesicht. Alte Betriebsabteilungen mussten weichen, überall wurde gebaut. 1958 wurde Diolen angesponnen, das Perlon allmählich ablöste. Diolen entwickelte sich zum Hauptprodukt des Standortes. Perlon wurde 1971 ganz eingestellt. Diolen hatte ihm wegen seiner komfortableren Eigenschaften den Rang abgelaufen.

### Stahlkord
Anfang der 1960er Jahre wurden erste Versuche zur Herstellung von Stahlkord in Angriff genommen. Das Unternehmen wollte seine Produktpalette an Reifenverstärkungsmaterialien erweitern, da der Markt Stahlkord als Festigkeitsträger verlangte. 1969 wurde eine Großfertigung in Oberbruch errichtet, die aus Gründen der internationalen Konkurrenz und des Aufbaues eigener Kapazitäten der Reifenhersteller 1991 von Akzo wieder eingestellt wurde.
In der zweiten Hälfte der 1960er Jahre erreichte die Mitarbeiterzahl die Spitzenmarke von 7.088. Die Glanzstoffwerke waren bis in die 1970er Jahre hinein Weltmarktführer bei der Herstellung von Kunstfasern und deren Ausgangsprodukten.

### Diolen
Die Unternehmenspolitik zu Beginn der 1970er Jahre setzte auf Modernisierungs- und Rationalisierungsinvestitionen. Der zunehmende schärfere Wettbewerb war nur so zu bestehen. Dabei wurde Oberbruch von der Konzernleitung zum Vorreiter der Modernisierung ausersehen, weil es mit seinem textilen Polyestergarn Diolen eine strategisch wichtige Bedeutung gewonnen hatte. Mit einer Jahresproduktion von mehr als 43.000 Tonnen war es das größte Polyester-Filament-Werk des Unternehmens. Die neue Technik hieß Schnellspinnen und Spinnstrecken. Auch die Polyesterkondensation wollte man vorantreiben. Die Umsetzung des Investitionsprogramms erhielt jedoch durch die erste Ölpreiskrise 1973/74 einen schweren Dämpfer, nur 4 der neuen Schnellspinnmaschinen wurden installiert.

### Chemiefaserkrise
Die Chemiefaserkrise beutelte die Chemiefaser- und Textilindustrie Mitte der 1970er Jahre in bisher nicht gekanntem Ausmaß. Kurzarbeit, Personalabbau, Produktionseinschränkungen, Investitionsdrosselung und Umstrukturierung waren die Folgen. Erste Schritte in Richtung Industriepark wurden unternommen. 1978 wurde die „Düsenzentrale Oberbruch“ umgewandelt in Enka tecnica. Zu seinem Produktionsprogramm gehörten Spinndüsen, Komponenten und Testgeräte für die Chemiefaser-, Textil- und Kunststoffindustrie.

### Erfolgreiche 1980er Jahre
Am 13. September 1985 wurde der Grundstein der modernsten Diolen-Spinnerei gelegt, die Oberbruch zum größten und effizientesten europäischen Herstellungsbetrieb für Polyester-Filamentgarn machen sollte. 1986 war Oberbruch wieder Schrittmacher modernster technischer Entwicklung. Die Hochleistungs-Kohlenstofffaser Tenax ging in Produktion. Im Jahre 1983 schloss die damalige Enka AG, ein Unternehmen der Akzo-Gruppe, ein Lizenzabkommen über die Produktion von Kohlenstofffasern mit der Toho Rayon Co. Ltd., Tokio, ab. Mit einer Startkapazität von 360 Jahrestonnen werden seit 1986 in Oberbruch Kohlenstofffasern hergestellt. 1990 wird eine Forschungsanlage in Betrieb genommen. 1993 bringt die Akzo Nobel Faser AG die Kohlenstofffaseraktivitäten in ein Joint Venture mit dem Lizenzgeber Toho Rayon Co. Ltd. ein. Die Toho Tenax Fibers GmbH & Co. KG wird gegründet. Heute produziert die Toho Tenax Europe GmbH, ein Tochterunternehmen der japanischen Teijin Ltd., mit 4 Linien am Standort Oberbruch und ist europäischer Marktführer.

### Schwierige 1990er Jahre
Am 30. Juni 1993 wurde die Cordenka-Produktion eingestellt. Weltweite Überkapazitäten zwangen zur Produktionsdrosselung, Oberbruch als kleinster Cordenka-Standort innerhalb des Konzerns wurde geschlossen. Die 1990er Jahre konfrontierten den Standort mit der allgemein schwierigen Lage. Überkapazitäten, ein oft unberechenbarer Markt und die Konkurrenz aus den Billiglohnländern zwangen zu völligem Umdenken. Das Unternehmen wurde auf den Kopf gestellt, es erfolgten tiefgreifende Rationalisierungs- und Umstrukturierungsmaßnahmen.
Die Belegschaft schrumpfte sukzessive auf weit unter 2.000 Mitarbeiter, die ehemalige Betriebstechnik und die zentralen Werkstätten des damaligen Akzo-Nobel Standortes wurden 1993 aus dem Konzern ausgegliedert und als Hima, heute Bilfinger Maintenance GmbH, neu gegründet. Die damalige Konzernmutter Akzo Nobel trennte sich in den 1990er Jahren in Gänze von der Chemiefasersparte und entließ die verschiedenen operativen Geschäftsbereiche am Standort in die Selbstständigkeit. Als eigenständige Unternehmen hielten sie Ausschau nach neuen Partnern, womit der Schritt vom einheitlichen Chemiefaserstandort zum offenen Industriepark eingeleitet war.
Der Standort Oberbruch hat sich vom Werksstandort der Glanzstoff über Enka-Glanzstoff, Enka, Akzo, Akzo Nobel, Acordis hin zum Industriepark Oberbruch entwickelt. Die Verbindungen in die Niederlande waren immer eng, im Jahre 1911 wurde die Algemeene Kunstzijde Unie N.V. mit Werken in Arnhem und Ede mit dem Großaktionär Vereinigte Glanzstoff-Fabriken AG gegründet.

## Gründung des Industriepark Oberbruch
Seit 1998 firmiert der Standort offiziell als Industriepark Oberbruch. Die IPO, die Industriepark Oberbruch GmbH & Co. KG, war zum damaligen Zeitpunkt die Dienstleistungsgesellschaft für die Unternehmen im Industriepark Oberbruch. Die Verwaltung des Industrieparks, die kundenorientierte Vermarktung der gesamten Infrastruktur und der Ausbau durch Neuansiedlungen waren die wesentlichen Aufgaben und Ziele der IPO. Hervorgegangen ist sie aus den Servicebereichen des früheren Akzo Nobel Standortes. Die Services umfassen zum Teil bis heute Ver- und Entsorgung, Qualität, Sicherheit, Umweltschutz, Logistik, Personal, Projekt- und Immobilienmanagement sowie Kommunikation.
Als letzte operative Geschäftseinheit von Akzo Nobel/Acordis am Standort wurde für die Servicegesellschaft ein neuer Eigentümer gesucht. Man entschied sich für einen unabhängigen, nicht aus der Chemiebranche stammenden Industrieparkbetreiber, für das niederländische Energieunternehmen Nuon, das im Jahr 2000 den Standort übernahm.
Die n.v. Nuon Energy, mit Hauptsitz in Amsterdam ist seit dem 1. Juli 2009 Teil der Vattenfall AB. Die Sparte Industrieparkmanagement von Nuon ist auf das Betreiben von Industrieparks spezialisiert. Derzeit betreibt Nuon in Deutschland den Industriepark Oberbruch in Heinsberg und den Industriepark Niederau in Düren, in den Niederlanden den Industriepark De Kleef in Arnheim und den EMMTEC Industry & Business Park in Emmen.
Der Industriepark Oberbruch ist heute ein diversifizierter Standort mit rund 20 Unternehmen aus den Bereichen Verarbeitende Chemie, Kunststoffe und neue Materialien mit etwa 2.000 Mitarbeitern. Betrieben wird er von der NUON Energie und Service GmbH, einer 100%igen Tochter der n.v. Nuon Energy.
2013 wurde der IPO in BizzPark Oberbruch umbenannt. Es wurde mit dem Abriss alter Industriehallen begonnen, um dort Platz für eventuelle Neubauten zu schaffen.

## Infrastruktur
Hervorgegangen aus einem Werkstandort der chemischen Industrie verfügt der BIZZPARK Oberbruch über eine Infrastruktur, die auf die Lebensmittelverarbeitung, Getränke- sowie Papierherstellung ausgerichtet ist. Die NUON Energie und Service GmbH stellt den Unternehmen am Standort eine breite Palette von verschiedenen industrie- und produktionsnahen Dienstleistungen zur Verfügung.

### Energieversorgung
Im Jahr 2006 wurde das neu errichtete Gas- und Dampfturbinenkraftwerk (KWK-Anlage) mit einem hohen Wirkungsgrad in Betrieb genommen, mit einer Feuerungswärmeleistung von 40 MW, einem Abhitzekessel mit 20 MW, einem Gasturbinengenerator mit 14 MW und einer Gegendruckdampfturbine mit 7 MW.
Die Energieversorgung umfasst weiterhin Erdgas, technische Gase wie Druckluft, Sauerstoff, Stickstoff. Wasser wird als Trinkwasser, Vollentsalztes Wasser, Kühlwasser und spezielle Wasserqualitäten für die Produktion zur Verfügung gestellt. Des Weiteren Kältemittel wie Kühlsole und Ammoniak.

### Entsorgung
Im Jahr 1978 wurde die chemisch-biologische Kläranlage am Standort in Betrieb genommen, die die gesamten Industrie-, Sanitär- und Oberflächenwässer reinigt. Die Kläranlage ist auf die Abwässerentsorgung von etwa 120.000 Einwohnern ausgelegt, wovon derzeit etwa die Hälfte ausgenutzt wird.

### Standortlogistik
Zur Standortlogistik gehört die Wareneingangs- und -ausgangskontrolle, die Lagerhaltung für Roh-, Hilfs- und Betriebsstoffe sowie für Vorprodukte und Fertigerzeugnisse. Des Weiteren verfügt der Industriepark Oberbruch über einen eigenen Bahnanschluss.

## Ansässige Unternehmen, Stand Januar 2014
Im Jahr 2013 wurde der Name des Industriestandortes Oberbruch in BizzPark Oberbruch umbenannt. Den Schwerpunkt des BizzParks bilden Kunststoffe und neue Materialien sowie Unternehmen der Lebensmittelverarbeitung und/oder -herstellung. Die eigentliche textile Faserproduktion hat den Standort Oberbruch jedoch nahezu in Gänze verlassen.
Teijin Carbon stellt Hochleistungs-Kohlenstofffaser(-produkte) (Carbon) unter anderem für die Luft- und Raumfahrt, für Automobile oder auch für Rennräder her.
Neu angesiedelt hat sich die c-m-p GmbH, ein Hersteller von Prepreg-Faserverbundwerkstoffen. Am Unternehmensstandort Heinsberg entwickelt und produziert das Unternehmen.
Mit SOLIDPower (früher Ceramic Fuel Cells Ltd.) haben 2006 neue Energietechnologien Einzug in den Industriepark Oberbruch gehalten. Die weltweit erste Produktion von stationären Festoxidbrennstoffzellen für gekoppelte Strom-Wärme-Erzeugung wird im Industriepark Oberbruch aufgebaut. Das Unternehmen hat inzwischen weitere Gebäude außerhalb des BizzParks  bezogen.
Die GNT Europe GmbH stellt seit 2009 Farben aus nachwachsenden Rohstoffen im Industriepark her. GNT entwickelt „Hightech-Produkte“ für die Lebensmittelindustrie aus essbaren Früchten, Gemüse und Pflanzen und stellt diese auch selbst her. Die Produktionsstätte an der „Wurm“ wurde inzwischen weitreichend erweitert.
Die SAXID GmbH produziert seit 2007 im Industriepark Oberbruch Bremsbeläge. Das Unternehmen gehört seit kurzem zur Federal-Mogul Corporation mit Sitz in den USA, welche ihre Produktion Anfang 2014 eingestellt hat.
Mit der Bilfinger Maintenance GmbH, Teil der Bilfinger SE, ist ein Anbieter industrieller Services für Prozessindustrie und Energiewirtschaft im Industriepark ansässig.
Die Alliander AG ist als Netzbetreiber aus der Trennung der Netz- und Erzeugungssparte der niederländischen n.v. Nuon im Jahr 2008 hervorgegangen. Seit dem 1. Juli 2009 widmet sich das Unternehmen ganz dem Betrieb und der Modernisierung der Strom- und Gasnetze.
Die lekker Energie GmbH  ist  am 1. Januar 2010 aus der Nuon Deutschland GmbH, dem deutschen Zweig der nv Nuon, hervorgegangen. Die EU-Kommission hatte dem schwedischen Energiekonzern Vattenfall in 2009 den Verkauf von Nuon Deutschland zur Auflage gemacht, um die holländische Muttergesellschaft N.V. Nuon Energy (vorher nv Nuon) erwerben zu können. Seit 2013 ist die STADTWERKE KREFELD AG (SWK) alleiniger Gesellschafter.
Das Unternehmen Essedea texolutions wurde im Oktober 2003 gegründet und beschäftigt sich mit der Entwicklung und Produktion von dreidimensionalen Textilien. Neben dem Standort im BizzPark ist Essedea / 3dea auch mit einer Produktion in Wassenberg vertreten.
Seit 1995 produziert das Unternehmen E&K Leiterplatten im Industriepark Oberbruch.
Die PolymerOberbruch GmbH, die ehemalige Polykondensation der Kuag, heute im Besitz des indischen Konzerns Zoom Developers (P) Ltd., Bombay, plant neben den mattierten Chips, die schon von Kuag produziert wurden, zukünftig auch glänzende und superglänzende Chips, solche für medizinische Anwendungen, Chips auf der Basis von schwermetallfreien Katalysatoren und für Folien sowie flammhemmende und solche für die Herstellung von PET-Flaschen in die Angebotspalette zu produzieren.
Atos, ein Anbieter von IT-Dienstleistungen.
NUON Energie und Service GmbH, die Betreibergesellschaft des Industriepark Oberbruch
Prospex, eine Werkstatt für psychisch behinderte Menschen, die mit der Einbindung in den Industriepark Oberbruch ein handwerklich und industrielles Profil  entwickeln konnte.
Die Betriebskrankenkasse Euregio gibt es seit dem 1. Juli 2003. Gegründet wurde sie 1896 als Krankenkasse für die Beschäftigten der Firmen Dr. Max Fremery & Co. und Vereinigten Glanzstoff-Fabriken.
2013 siedelte das Unternehmen Aqus neu an. Die Aqus GmbH ist ein Dienstleister für Personal- und Organisationsentwicklung sowie beruflicher Bildung.
Mitte 2013 eröffnete die Feinkost-Metzgerei Otto gourmet ihren Firmensitz.